# إدي سمارت
إدي سمارت (بالإنجليزية: Eddie Smart) هو دراج بريطاني، ولد في 23 أغسطس 1946 في كارديف في المملكة المتحدة، وتوفي في 6 فبراير 2000 بسبب حادث مرور.